# Marian Harkin
Marian Harkin (ur. 26 listopada 1953 w Sligo) – irlandzka polityk, nauczycielka, deputowana krajowa, posłanka do Parlamentu Europejskiego VI, VII i VIII kadencji.

## Życiorys
Ukończyła studia z zakresu matematyki oraz nauczycielskie na University College w Dublinie. W latach 1977–2002 pracowała jako nauczycielka matematyki.
W wyborach w 2002 została wybrana do Dáil Éireann jako kandydatka niezależna. W wyborach w 2004 uzyskała mandat deputowanej do Parlamentu Europejskiego. Trzy lata później (po wprowadzeniu zasady niełączenia mandatów) zrezygnowała z ponownego kandydowania do niższej izby krajowego parlamentu. W eurowyborach w 2009 z powodzeniem ubiegała się o reelekcję w okręgu północno-zachodnim. Przystąpiła do frakcji liberalnej, była wśród założycieli Europejskiej Partii Demokratycznej. W 2014 została wybrana na kolejną kadencję Europarlamentu. W PE zasiadała do 2019; w 2020 i 2024 ponownie uzyskiwała mandat deputowanej do niższej izby irlandzkiego parlamentu.
W 2025 powołana na stanowisko ministra stanu w departamencie szkolnictwa wyższego, badań naukowych, innowacji i nauki.